# Gna (mitologia)
Gná (Gna) – w mitologii nordyckiej Azyna, jedna z trzech (razem z Fullą i Hlín) służek bogini Frigg. Frigg posyła ją do załatwienia najważniejszych spraw na całym świecie, dlatego też Gna posiada konia o imieniu Hófvarpnir, który może latać.
Jest jedną z czternastu bogiń opisanych przez Snorriego Sturlusona.